# Diferencial semàntic
El diferencial semàntic és una tècnica per a mesurar l'actitud dels parlants cap a certes paraules, és a dir, per a intentar explicar la connotació que tenen determinats conceptes i que va més enllà de la seva definició lingüística, car implica un judici de valor.
Charles E. Osgood, el seu creador, usa una escala on hi ha adjectius oposats i el parlant se situa en un punt segons els seus sentiments cap al concepte referit. Els indicadors intenten ser culturalment neutres, i es basen en termes com "bo-dolent", "actiu-passiu" o "fort-feble". Usos posteriors en psicometria han incrementat força el nombre i tipus de termes utilitzats en l'escala.
A partir d'aquesta tècnica, es va desenvolupar l'escala de Rensis Likert, usada àmpliament en enquestes, i que respecte una afirmació o fet divideix l'actitud de l'enquestat en cinc punts, mostrant el seu acord o desacord. Posteriorment, s'han usat adaptacions del diferencial semàntic per a fer estudis de mercat.